# دنیلو واراکوتا
دنیلو واراکوتا (اوکراینی: Данило Андрійович Варакута؛ زادهٔ ۴ نوامبر ۲۰۰۱) بازیکن فوتبال اهل اوکراین است.
از باشگاه‌هایی که در آن بازی کرده‌است می‌توان به باشگاه فوتبال چورنومورتس اودسا اشاره کرد.